# ربیعه رقی
ربیعه بن ثابث رَقّی شاعر نابینای عراقی در سدهٔ دوم هجری بود. برای دوری‌اش از بغداد و هم‌نشین نشدنش با شاعران و دیگر ادبا، چیزهای زیادی از زندگی‌اش معلوم نیست. او «یزید بن ابی‌اُسید سُلمی» والی ارمنستان را هجو نمود. همچنین به مدح و غزل پرداخت. .